# 蕭卓真
昭烈皇后蕭氏（？—？），名卓真。遼肅祖耶律耨里思妻。
蕭氏事跡不詳，只知她生四子：兒子耶律洽慎、遼懿祖耶律薩剌德、耶律葛剌及耶律洽禮。乾統三年（1103年），遼天祚帝追上諡號為昭烈皇后。